# Isabelita dos Patins
Isabelita dos Patins (Argentina, 30 de junho de 1948), nome artístico de Jorge Omar Iglesias, é uma drag queen argentina.

## Biografia
Nascida na Argentina com o nome de Jorge Omar Iglesias, Isabelita mudou para o Brasil há mais de 30 anos. Em 1993, enquanto patinava na Avenida Atlântica, ficou de frente com então candidato à Presidência da República, Fernando Henrique Cardoso, que posou ao seu lado para os fotógrafos presentes. No dia seguinte, foi primeira página dos jornais e revistas e fez parte das charges do cartunista Chico Caruso por várias semanas. Dez meses depois, Fernando Henrique foi eleito e Isabelita dos Patins ficou conhecida nacionalmente através de participações em programas de televisão, comerciais para as grifes Fórum e Duloren, entre outras aparições.
Na noite de 31 de maio de 2011, então com 62 anos de idade, sofreu um infarto no apartamento onde morava, em Vila Isabel, na zona norte do Rio. Acudida por seus vizinhos, foi levada ao Hospital do Andaraí, mas não pôde ficar internada ali por falta de vagas. Seus amigos então se reuniram e levaram-na para o Hospital Israelita Albert Sabin, onde recebeu o diagnóstico de infarto agudo do miocárdio e foi submetida a um cateterismo para desobstruir uma artéria. Isabelita, no entanto, não tinha condições financeiras para permanecer naquele hospital particular. Por intermédio do então prefeito Eduardo Paes, ela foi transferida para o Instituto Nacional de Cardiologia, de onde recebeu alta oito dias depois. Recebeu auxílio financeiro das atrizes Cláudia Jimenez e Marília Pêra.
Em maio de 2017, a drag queen foi homenageada pelo Museu do Artesanato do Estado do Rio de Janeiro, em Petrópolis, com a mostra Isabelita dos Patins: ma história de superação, arte e beleza.

## Filmografia
Televisão
| Ano  | Título | Papel     | Ref.  |
| ---- | ------ | --------- | ----- |
| 2023 | Fuzuê  | Ela mesma | [ 5 ] |